# Sanoe Lake
Sanoe Lake (Kauai, Havaí, 19 de maio de 1979) é uma atriz norte-americana. Ela é mais conhecida por estrelar em 2002 o filme A Onda dos Sonhos. Por este filme ela foi indicada em 2003 na categoria Melhor Time, junto com as duas outras estrelas do filme, Kate Bosworth e Michelle Rodriguez. Sanoe nasceu e foi criada em Kauai no Havaí. Seu nome, "Sanoe", significa "Neblina das Montanhas".

## Filmografia
| Ano  | Filme                | Papel     |
| ---- | -------------------- | --------- |
| 2009 | Creature of Darkness | Gina      |
| 2008 | Half-Life            | Pamela Wu |
| 2007 | Rolling              | Rain      |
| 2005 | Cruel World          | Ruby      |
| 2002 | A Onda dos Sonhos    | Lena      |